# Neosho (rivière)
Pour les articles homonymes, voir Neosho.
La Neosho est un cours d'eau et affluent de la rivière Arkansas dans les États américains du Kansas et de l'Oklahoma. Son nom vient d'un mot osage qui signifie eau claire.

## Géographie
La rivière Neosho s'écoule du Nord vers le Sud. Elle reçoit les eaux de plusieurs affluents, notamment celles de la rivière Elk dont la confluence se situe au niveau du lac de barrage du Grand lac des Cherokees.
La rivière traverse de nombreuses villes et villages parmi lesquels, Burlington, Chanute, Chouteau, Miami, Oswego, Pensacola et Piqua.